# 阿斯旺省
阿斯旺省（阿拉伯语：محافظة أسوان），是埃及一级行政区划之一，位于埃及南部，首府为阿斯旺。该省东为红海省，西为新河谷省，北为基纳省，南与苏丹共和国接壤，面积原為34,608平方公里，改劃後為62,726平方公里。2001年统计人口约110万，2011年人口約129萬。

## 外部連結
- 官方網頁 （页面存档备份，存于） （英文）